# Pillantás a Notre-Dame-ra késő délután
A Pillantás a Notre-Dame-ra késő délután (Notre-Dame, une fin d'après-midi) Henri Matisse párizsi városképe, amely a buffalói Albright-Knox Art Gallery gyűjteményében van.
Matisse a Szen Mihály rakpart (Quai Saint-Michel) 19. szám alatti lakása ablakából festette a képet. Ugyanebben a házban dolgozott korábban Maximilien Luce, aki ebből a látószögből készített festménysorozatot. Később Albert Marquet is dolgozott ebben a házban. A Matisse család 1899 és 1907 között lakott az épületben.
Matisse többször is megfestette ezt a motívumot karrierje soránː a nézőpont azonos maradt, de az ábrázolási stílussal kísérletezett. Ezen a képen könnyed ecsetkezeléssel vitte fel a festéket. A képen átlósan halad a Szajna, amely felett a Kishíd (Pont Petit) ível át. Látszik egy kis részlet a Szent Mihály rakpartból, távolabb pedig a Cité-szigeten a Notre-Dame-székesegyház áll. A festmény jobb szélén a lakás fala és a kihajtott zsalugáter egy szelete látható.
A színhasználat, a blokkszerű ecsetvonások, a részletek hiánya és a felszín textúrája Paul Cezanne késői alkotásait idézik, mint például a Provence-i reggelt.